# Нагорный, Михаил Ильич
Михаил Ильич Нагорный(-Сазонов) (1894 — 1962) — сотрудник органов охраны правопорядка, начальник Управления рабоче-крестьянской милиции по Московской области, полковник (1940). Кавалер ордена Боевого Красного Знамени и наградного оружия за отличия при ликвидации белогвардейских организаций в Крыму.

## Биография
Член РКП(б) c 1918. В органах государственной безопасности с 1920 (по 1925 и с 1931). Начальник контр-разведывательного отдела ГПУ Крыма в 1925. Окончил Промакадемию в 1931. С 14 апреля 1932 до 5 сентября 1934 начальник Управления рабоче-крестьянской милиции и уголовного розыска, а также одновременно с 25 апреля 1932 до 10 июля 1934 помощник полномочного представителя ОГПУ по Московской области. Начальник особой инспекции ГУ РКМ с 17 октября 1934, затем по совместительству начальник командного отдела ГУ РКМ с 8 мая 1938 до 29 сентября 1939. Освобождён от должности с оставлением в распоряжении ГУ РКМ, состоял в резерве, уволен по болезни согласно статьи 33-й Положения о службе в РКМ 1 ноября 1939. С 13 апреля 1940 старший инспектор отдела железнодорожных и водных перевозок ГУЛАГа НКВД СССР. В 1943 начальник лагерного пункта на Усть-Нере (Индигирское горнопромышленное управление). В дальнейшем помощник начальника по лагерной работе Главного управления лагерей горно-металлургической промышленности НКВД СССР. Похоронен на Ваганьковском кладбище.

### Звания
- майор милиции, 11 июля 1936;[5]
- старший майор милиции, 21 апреля 1939.[6][7]
- полковник государственной безопасности (1943).

### Награды
- орден Красного Знамени (2 января 1925);[8]
- почётное революционное оружие;[9]
- орден Знак Почёта (13 ноября 1937);[10]
- почётный работник рабоче-крестьянской милиции (нагрудный знак).